# Orteguaza funeraria
Orteguaza funeraria är en skalbaggsart som beskrevs av Lane 1958. Orteguaza funeraria ingår i släktet Orteguaza och familjen långhorningar. Inga underarter finns listade i Catalogue of Life.